# Raymond (Mississippi)
Raymond è una città (city) degli Stati Uniti d'America, uno dei due capoluoghi della contea di Hinds insieme a Jackson, nello Stato del Mississippi.